# Parafia Najświętszego Serca Pana Jezusa w Żarach
Parafia Najświętszego Serca Pana Jezusa w Żarach – jedna z pięciu parafii rzymskokatolickich w mieście Żary, należąca do dekanatu Żary, diecezji zielonogórsko-gorzowskiej, metropolii szczecińsko-kamieńskiej w Polsce, erygowana 15 czerwca 1980. W parafii posługują księża diecezjalni, a proboszczem jest ks. kan. Leszek Okpisz.